# مسجد مونيمفاسيا
مسجد مونيمفاسيا (باليونانية: Τζαμί Μονεμβασίας) (بالتركية: Benefşe Camii): هو مبنى ديني عثماني تاريخي يقع في مدينة القرون الوسطى الجنوبية مونيمفاسيا، بيلوبونيز، اليونان. بعد استقلال اليونان في 1830، تم استخدامه كسجن لفترة وجيزة. يضم المسجد القديم المُرمم المجموعة الأثرية للمدينة منذ 1999.

## العمارة
إن أسلوب بناء هذا الأثر التذكاري يصعب فك رموزه اليوم؛ بسبب عمليات إعادة البناء المتتالية وتغيير الاستخدام. يحتوي المبنى حاليًا على قاعة صلاة مربعة يبلغ طول جانبها الداخلي 6.5 مترًا، وامتداد مستطيل إلى الغرب، بينما يوجد على الجانب الشمالي غرفة من طابقين تُستخدم الآن كقاعة استقبال للزوار ومكاتب للخدمات الأثرية. لم يتم الحفاظ على المحراب والرواق. ترتكز القبة، التي يبلغ ارتفاعها في الأصل 8.5 مترًا، على أربعة حنيات مقرنصة. المئذنة، التي لم تعد باقية، كانت تشغل ذات يوم الزاوية الجنوبية الغربية.